# ワンピーベリーマッチ
『ワンピーベリーマッチ』（ONEPY B MATCH）は、尾田栄一郎の漫画『ONE PIECE』を原作とするデータカードダス。2008年5月稼働開始。
2009年9月に『ワンピーベリーマッチダブル』にリニューアルされ、キャラクターはそのままゲーム内容が一新された。2011年10月、ICカード対応の『ワンピーベリーマッチアイシー!』に再リニューアル。2012年12月、新タイトル『ワンピートレジャーワールド』に引き継がれ、2013年9月の第6弾を以って稼動終了。2014年3月、新筐体による『ワンピースキングス』が稼動開始、6弾で稼働終了（2015年7月31日を以ってサービス終了）。

## 特徴
キャラクターを3人編成し、それを戦わせる（クルーを1人もスキャンしない場合、ルフィ・ゾロ・サンジが登場する）。台の上でカードをまわし、その方向によって必殺技を発動させるバトルコンパスが画期的。また、バトルコンパスはダブルからデュアルスキャンをするときにも使用することができるようになった。

## 遊び方
1プレイ（ふたりで遊ぶモードあり）で1枚必ずカードが排出され、即使用することができる。
お金を入れ、3種のモードを選択（一人で遊ぶ・二人で遊ぶ・カードを買う）する。「カードを買う」以外を選択した場合はカード排出後バトルに移行する。「一人で遊ぶ」の場合には、さらに3種類に分けられる（海賊王マッチ・賞金首マッチ・チュートリアル）。それぞれ、チームパワーを0にさせることが勝利条件となる。

### 禁止カード
2010年12月10日より適用。第9弾収録のS029-W 「コビー」が、チャレンジカップ（公認大会）での使用禁止カードに指定された。スキャンしたラウンド終了時点でジャッジメントによる勝敗を決めるカードであり、それはそのラウンドをもってバトル終了することを意味する。このことが大会の趣旨に外れるとして禁止カードとなった。

### ICカード
『ワンピーベリーマッチアイシー!』より使用のデータカードダス汎用ICカード。海賊船を手に入れカスタマイズし、オリジナルの海賊団を作りクルーを増やしていくことが出来る。

## バージョン

### ワンピーベリーマッチ
第1弾
麦わらの一味のモンキー・D・ルフィ、ロロノア・ゾロ、ナミ、ウソップ、サンジ、トニートニー・チョッパー、ブルックの7人が初登場。その他、原作で麦わらの一味と戦ったアーロン、ワポル、ロブ・ルッチも初登場。レアリティが最も高いGR（グランドレア）カードは、ギア2状態のルフィとロブ・ルッチ。
第2弾
スリラーバーク編で登場した王下七武海の一人ゲッコー・モリア、オーズの二人に加え、第1弾では登場しなかった麦わらの一味のニコ・ロビン、フランキーが初登場。一度だけゲームの助けに使えるスーパーカードが初登場。GRカードはフランキーとオーズ（オーズはこのGRカード1枚のみの収録）。スーパーカードはモリア一味のアブサロム、ペローナ、ドクトル・ホグバックに加え、ラブーン、そげキングが登場。
第3弾
ポートガス・D・エース、クロコダイル、ボン・クレーといったアラバスタ編で活躍した3人が初登場。第2弾ではGRカード1枚でしか登場しなかったオーズのカードが大幅に追加された。GRカードはクロコダイルとエース（エースは第2弾のオーズと同じように、このGRカード1枚のみの収録）。スーパーカードは、クロコダイル率いるバロック・ワークスから、Mr.1、ミス・ダブルフィンガーに加え、アラバスタ編で活躍したネフェルタリ・ビビ&カルー、スリラーバーク編で活躍したリューマ、ナイトメア・ルフィが登場。
第4弾
スモーカーと七武海の一人マーシャル・D・ティーチが初登場。第3弾ではGRカード1枚のみであったエースのカードが大幅に追加された。GRカードはティーチと2度目のGRとなるエース。スーパーカードは、コビー&ヘルメッポ、ドリーとブロギー、白ひげ海賊団船長エドワード・ニューゲート、ティーチ率いる黒ひげ海賊団員ヴァン・オーガーが登場。
第5弾
バラティエ編で活躍したゼフとクリーク、空島編で活躍したエネルに加え、七武海の一人ジュラキュール・ミホークが初登場。GRカードはミホーク（このGRカード1枚のみの収録）とエネル。スーパーカードは麦わらの一味:の船であるサウザンドサニー号、クリーク海賊団に加え、空島編で活躍したワイパー、ガン・フォール&ピエール、カルガラ&ノンブラン・ノーランドが登場。また、第5弾ではトレジャーゲットキャンペーンカードと言うイベントカードが存在し、その中からバギーが先行登場した。
第6弾
七武海の一人バーソロミュー・くま、海軍大将青キジ、海軍中将モンキー・D・ガープの3人が初登場。GRカードはくまと、麦わらの一味からゾロ。スーパーカードはかつての麦わらの一味の船ゴーイングメリー号と、七武海の一人ドンキホーテ・ドフラミンゴ、海軍元帥センゴクに加え、ロビンの過去編に登場したハグワール・D・サウロ、ニコ・オルビアが登場。
第7弾
シャンクスを始め、ルフィと大決戦を繰り広げたフォクシー、そげキング、アフロルフィの4人が初登場。GRカードは、シャンクス、アフロルフィ。スーパーカードは海賊王ゴールド・ロジャーと、ベン・ベックマン、ヤソップに加え、はっちゃんにフォクシー海賊団が登場。
第8弾
原作初期でルフィと戦ったバギーが初登場。ワンピーベリーマッチのタイトルでの最終弾であり、今までに登場したすべてのキャラクターのカードが収録された。GRカードはルフィとシャンクス。そして、初のスーパーカードGRとなる「超新星」の3枚。スーパーカードはルフィ、ユースタス・キッド、トラファルガー・ローをイメージした超新星と、五老星、アルビダ、くれは、二度目のスーパーカードとなる白ひげ海賊団船長エドワード・ニューゲート、ルフィの父であり革命軍総司令官モンキー・D・ドラゴンが登場。

### ワンピーベリーマッチダブル
第1弾
2009年9月17日稼動。シャボンディ諸島で活躍した超新星からユースタス・キッド、トラファルガー・ローが初登場。スーパーカードと同じく、1度だけゲームの助けで使えるキャノンカードが初登場。GRカードはキッドとロー。スーパーカードはシャボンディ諸島編で活躍したケイミー&パッパグに加え、ハートの海賊団員ベポ、超新星のキラー、バジル・ホーキンス、スクラッチメン・アプーが登場。キャノンカードはゴーイングメリー号、サウザンドサニー号が登場。
第2弾
2009年11月6日稼動。海軍大将黄猿、王下七武海ボア・ハンコックが初登場。GRカードは黄猿とハンコック。スーパーカードは暴走状態のチョッパー、超新星の一人ジュエリー・ボニー、ハンコックの妹ボア・マリーゴールド&ボア・サンダーソニアが登場。キャノンカードは1弾の再録であるゴーイングメリー号とサウザンドサニー号に加え、初登場となるエネルの船マクシム。
第3弾
2009年12月17日稼動。劇場版第10作『STRONG WORLD』に登場したシキが初登場。GRカードはルフィとシキ。スーパーカードは映画で活躍したビリー及びインディゴとスカーレッド。キャノンカードは麦わらの一味の砲撃、ザーリー・ダビットソン&バッタGT-7000と動物達の行進の3枚が登場。この弾では麦わらの一味のカードは映画の衣装のデザインになり、ステージも映画の物となっている。ちなみに、バギー、ボン・クレー、クロコダイルのカードはインペルダウンの囚人服を着たデザインとなっている。シキとスーツ姿の麦わらの一味のカードが排出されるキャンペーンも実施された。
第4弾
2010年2月18日稼動。四皇の一人・白ひげ、元ロジャー海賊団副船長シルバーズ・レイリーが参戦。GRカードは、白ひげとレイリー。この弾から、一枚しかスキャンできないクルーカードビッグ皇帝が登場。RとSRが存在し、一人である代わりに非常に強い能力を持っている。スーパーカードでは、王下七武海のジンベエ、ドフラミンゴ、超新星X・ドレーク、カポネ・ベッジが登場。キャノンカードでは、完全抹殺のバスター・コールが登場。敵味方問わずダメージを与えるキャノンカードとしては初の登場。また、マクシムが再録された模様。
第5弾
2010年4月22日稼動。七武海のジンベエがクルーカードとして登場。そのほか、革命軍のイナズマ、インペルダウン署長マゼランほかインペルダウン編のキャラクターが多数登場。GRカードは第5弾から1枚増量され3種類となり、ルフィ、マゼラン、ジンベエである。また、この弾で実施されたキャンペーンでは、エンブレムクルーカードが導入され、エンブレム効果を持ったカードが10種類登場した。海賊王マッチ終了後に、ギガントマッチが導入された。初導入となるこの5弾では、マゼランとの戦闘である。また、勝敗に関係なく次弾告知があり、この際には第6弾から導入されたエンポリオ・イワンコフの参戦が告知された。
第6弾
2010年6月稼動。七武海が完全集結した弾である。最後の一人ドフラミンゴが参戦した。元インペルダウン看守長シリュウ、革命軍のエンポリオ・イワンコフが参戦。GRカードは3種でドフラミンゴ、シリュウ、イワンコフである。キャノンカードでは、白ひげの船モビー・ディック号、獄卒獣の斬撃、ジンベエザメの大群が登場。ギガントマッチの相手はシリュウである。次弾告知ではマルコの参戦が告知された。
第7弾
2010年8月稼動。白ひげ海賊団が強化された弾である。白ひげ海賊団よりマルコ、ジョズ、傘下のリトルオーズJr.がそれぞれ参戦した。海軍側からも海軍大将最後の1人赤犬が参戦。GRは3種で、赤犬、マルコ、ジョズである。また、この第7弾ではマリンフォード開戦キャンペーンが実施され、10種類の特殊必殺技（W必殺技）をもったカードが登場した。主に海軍と白ひげ海賊団のキャラクターがキャンペーンカード化した。
フィールド上に電伝虫が登場し、捕まえると天下七部海ルーレットが発動するようになったほか、ファイナルバトルにマリンフォードマッチが導入され、海軍最高戦力である三大将こと赤犬、青キジ、黄猿との対戦ができるようになった。ギガントマッチの相手はリトルオーズJr.である。次弾告知では戦桃丸の参戦が告知された。
第8弾
2010年10月稼動。海軍から多数参戦。海軍本部元帥センゴク、ヒナ、たしぎ、戦桃丸が海軍側より参戦。海賊側からも超新星からドレークが参戦。W必殺技カードが健在で、GR化することになった（ルフィとエース）。GRカードはセンゴク、ルフィ（W必殺技）、エース（W必殺技）である。マリンフォードマッチが改正され、海軍英雄コンビのセンゴク&モンキー・D・ガープとの対戦となった。ギガントマッチの相手は戦桃丸となり、助っ人は黒ひげとシリュウとラフィットである。次弾告知ではラフィットの参戦が告知された。
第9弾 『マリンフォード編クライマックス記念』キャノンクルーカードキャンペーン弾
2010年12月9日稼動。赤髪海賊団より副船長ベン・ベックマンほか、ゲスト出演のようなチョッパーマンが参戦。さらに黒ひげ海賊団よりヴァン・オーガー、ラフィットが参戦し、計4名が参戦する。GRカードは3種でシャンクス、白ひげ、黒ひげである。またこの弾から、クルーカードとキャノンカードが一体化したキャノンクルーカードが登場し、同時にそのカードを主体としたキャンペーンが行われる。ファイナルバトルがファイナルマッチとギガントマッチの2つに変更された。今回からのファイナルマッチでは、黒ひげ海賊団から黒ひげ、ヴァン・オーガー、ラフィットとの対決となった。また、ギガントマッチでは海軍大将赤犬との対戦となり、助っ人では特別スタイル白ひげ、エース、ルフィが登場した。
第10弾 マリンフォード決着編SP弾“伝説の軌跡”
2011年2月稼動開始。EPISODE 0スタイル（20年前の姿）のキャラクターが4名参戦。20年前のシキVS海軍の英雄コンビにちなんで、センゴク、ガープ、シキがEPISODE 0スタイルで登場するほか、白ひげもEPISODE 0スタイルで登場することとなった。GRは3種で白ひげ〈EPISODE 0スタイル〉、ルフィ、エースである。前弾まであったギガントマッチはシキとの対戦となった。
第11弾 超新星11人集結!キャンペーン弾
2011年3月24日稼動。舞台はシャボンディ諸島になり、懸賞金1億超え超新星11人が集結する。冒険のエピソードを再現した『クロニクルマッチ』が登場し、難易度によりシャボンディ諸島編、出会い編・前編、マリンフォード編が選択できる。新ギミックとして、看板に敵クルーをぶつけることによって『超新星ルーレット』が発動し、ルーレットがストップしたルーキーが味方として戦う。超新星キャンペーンカードにはシークレットパワーが発動できる。
第12弾
2011年5月26日稼動。新キャラとして幼少期のルフィ・エース・サボが参戦。そのほかアラバスタ編からビビとMr.1、空島からワイパーとオーム、スリラーバークからペローナが参戦する。
第13弾 覇気覚醒キャンペーン
2011年7月28日稼動。新キャラとしてベボ、ドクQ、ジーザス・パージェスが参戦。キャンペーンカードで覇気コマンドが発動できる。

### ワンピーベリーマッチアイシー!
第1弾 IC稼働記念 新世界突入キャンペーン弾
2011年10月6日稼動開始。新モード「大航海マッチ」が可能となり、1弾は「シャンクス編」「モーガン編」「バギー編」「C・クロ編」「麦わらの一味集結編」「カリブー編」がある。なお、ICカードを使用すれば、それぞれの敵キャラが持っている「トレジャーマップ」を集めることができ、全て集めると、大ボスと戦うことができる。ICカードを使うと、勝利したときにもらえるベリーで、能力アップなどもできる。
新キャラとして、新世界編からカリブー、イーストブルー編からモーガン、アルビダ、クロ、ジャンゴの5人が参戦する。なお、舞台は2年後となり、麦わらの一味などは新世界編の姿になっている。キャノンカードとスーパーカードは「EXカード」と名前を変える。新要素で、一騎討ちコマンドが増える。
第2弾 ドラマチックキャンペーン弾
2011年12月3日稼動開始。キャンペーンカードでは特定のキャラとチームを組むとユニット効果が発生する。またICプレミアムのマークのあるカードとICカードを使用すると特別ボーナスが発生する。ステージ降下の追加ダメージのある新ドラマチックバトルマップも登場。
新キャラとして、新世界編からホーディ・ジョーンズ、バンダー・デッケン九世、イーストブルー編からクリーク、ギン、パール、アーロン、はっちゃんの7人が参戦する。
第3弾
2012年2月9日稼動開始。新システムとして「トレジャーレーダー」と新ステージ「竜宮城」が登場。
新キャラとして、新世界編からしらほし、ネプチューン、フカボシ、ハモンド、グランドライン編からドリー、ブロギーが参戦。なお、ジンベエが新世界編の姿になっている。
第4弾 海賊団総攻撃キャンペーン弾
2012年4月12日稼動開始。海賊団総攻撃キャンペーン実施。
新キャラとして、新世界編からヒョウゾウ、フィッシャー・タイガー、グランドライン編からMr.3、ミス・ゴールデンウィーク、チェスマーリモが参戦。タイヨウの海賊団時代のジンベエとアーロンも参戦している。
第5弾
2012年6月14日稼動開始。
第6弾
2012年8月9日稼働開始。
第7弾
2012年10月11日稼働開始。

### ワンピートレジャーワールド
- 第1弾 2012年12月13日稼働開始。
- 第2弾 2013年2月稼働開始。
- 第3弾 2013年4月稼働開始。
- 第4弾 2013年6月13日稼働開始。
- 第5弾 2013年8月8日稼働開始。
- 第6弾 2013年9月26日稼働開始。サービス終了

### ワンピースキングス
- 第1弾 2014年3月6日稼働開始
- 第2弾 2014年5月1日稼働開始
- 第3弾 2014年8月7日稼働開始
- 第4弾 2014年11月6日稼働開始
- 第5弾 2015年2月9日稼働開始
- 第6弾 2015年4月16日稼働開始
- 2015年7月31日 サービス終了